# Dödsstraff efter land
Bestämmelserna för dödsstraff varierar mellan olika länder.

## Dödsstraffet i världen

Avskaffat för samtliga brott (100)
Avskaffat för samtliga brott förutom under särskilda omständigheter, t ex brott i krigstid. (7)
Avskaffat i praktiken, under moratorium eller har ej verkställts de senaste 10 åren. (48)
Tillämpar dödsstraff. (40)

## Europa
Länder i Europeiska Unionen tillåter inte dödsstraff, eftersom unionen ratificerat tilläggsprotokoll nummer 6 till Europeiska konventionen om de mänskliga rättigheterna. Europarådet har något mindre stränga regler i frågan – medlemmar får ha kvar dödsstraffet i lag men får inte verkställa avrättningar. I stort är Europa fritt från verkställande av dödsstraff och till övervägande delen också från utdömande av straffet (undantag: se nedan). Åtskilliga EU-länder hade fortfarande dödsstraff i lag så sent som i slutet av 1990-talet.

### Belarus
Av de europeiska länderna är det bara Belarus som fortfarande utdömer och verkställer dödsstraff, och följaktligen kan landet inte bli medlem i Europarådet. Dödsstraff tillåts för följande brott: Aggressionskrig, mord på representant för främmande makt eller internationell organisation med syfte att framkalla ansträngda relationer eller krig, terroristbrott, folkmord, brott mot mänskligheten, mord med försvårande omständigheter, förräderi i samband med mord, försök till statskupp, sabotage, mord på polisman, användande av massförstörelsevapen och brott mot krigets lagar.

### Ryssland
Ryssland, som var medlem i Europarådet fram till den 16 mars 2022, har slutat avrätta dömda trots att dödsstraffet finns kvar i rysk lagstiftning. Enligt denna tillåts dödsstraff för följande brott: Mord med försvårande omständigheter, mordförsök på en statlig eller offentlig person, mordförsök på person ansvarig för verkställande av rättvisa eller brottsutredning, mordförsök på polisman, folkmord. Den enligt lagen föreskrivna avrättningsmetoden är arkebusering. 16 april 1997 skrev Ryssland under sjätte tilläggsprotokollet till Europeiska konventionen om skydd för de mänskliga rättigheterna men har hittills ej ratificerat detta. Däremot gäller ett nationellt moratorium på dödsstraff sedan 1996 som förlängdes av Författningsdomstolen 2009 fram till dess att sjätte tilläggsprotokollet ratificeras. Tidigare fanns i Ryssland moratorier för dödsstraff för alla brott under perioderna 12 mars 1917 – 12 juli 1917, 27 oktober 1917 – 16 juni 1918 samt 26 maj 1947 – 12 maj 1950. Sista avrättningen verkställdes i augusti 1996.
Det finns ett visst mörkertal i form av statligt organiserat eller accepterat våld som kan leda till döden för den drabbade, till exempel vissa förgiftningar inom och utom landets gränser, såsom en rad fall, där till exempel läkare i samband med Covid-19-pandemin ramlat ut ur fönster och avlidit. Då dessa fall sällan utreds av den ryska rättsapparaten på ett transparent och rättsstatligt sätt är det svårt att hitta en hundraprocentigt säker klassificering i gråzonen mellan olycksfall, mord och dödsstraff. Det är dock relativt uppenbart, att om en individ ägnar sig åt vissa typer av aktiviteter, uttalanden och tillvägagångssätt, så har den ryska staten inte särskilt god förmåga att skydda individens liv och lem.

### Turkiet
Som ett led i anpassningen till EU och medlemsansökningsprocessen avskaffade Turkiet dödsstraffet år 2004.  
Turkiet har däremot inte ratificerat den internationella konventionen om skydd för personer mot påtvingade försvinnanden (ICPPED), även om sådana metoder förbjudits i nationell lagstiftning. Uppgifter om påtvingade försvinnanden och godtyckliga frihetsberövanden har ökat sedan kuppförsöket 2016. Enligt Human Rights Association kidnappades 32 personer mellan 2016 och 2020. Av dessa är fyra personer fortfarande försvunna. Uppgifter om försvunna eller dödade misstänkta medlemmar av PKK respektive Hizmet-rörelsen (också kallad Gülen-rörelsen, dvs. det religiösa nätverk som Turkiet anklagar för att ha legat bakom kuppförsöket 2016) utreds ofta inte. 

### Aktuell situation land för land
| Kod | Land                                    | Sista (senaste) avrättning (fred)      | År avskaffat (fred)                                                                                         | Sista (senaste) avrättning (krig) | År avskaffat (krig)    | Kommentarer |
| --- | --------------------------------------- | -------------------------------------- | --- | --------------------------------- | ---------------------- | --- |
|     | Albanien                                | 1995                                   | 2007*** |                                   | 2007***                | |
|     | Andorra                                 | 1943                                   | 1990* |                                   | 1990*                  | Avskaffat 1990 enligt konstitution/ grundlag[källa behövs]. |
|     | Armenien (självst. 1991)                | -                                      | 1998* |                                   | 1998*                  | |
|     | Armenien (Sovjet)                       | 1991                                   | 1991 |                                   |                        | Upplöst |
|     | Azerbajdzjan                            | 1993                                   | 1998 |                                   | 1998                   | |
|     | Belarus                                 | 2016                                   | - |                                   |                        | Exekutionspatrull. |
|     | Belgien                                 | 1918                                   | 1996 2005*                                                                                                  |                                   | 1950                   | |
|     | Bosnien och Hercegovina (självst. 1992) | -                                      | 1998 |                                   |                        | |
|     | Bosnien och Hercegovina (Jug.)          | 1975                                   | 1992 |                                   | 1992                   | Upplöst |
|     | Bulgarien                               | 1989                                   | 1998 |                                   | 1998                   | |
|     | Cypern                                  | 1962                                   | 1983 (mord) 2002                                                                                            |                                   | 2002                   | |
|     | Danmark                                 | 1892                                   | 1930 | 1950                              | 1978                   | |
|     | Estland                                 | 1991                                   | 1998*** |                                   | 1998***                | |
|     | Finland                                 | 1825                                   | 1972 1984*                                                                                                  | 1944                              | 1972 1984*             | |
|     | Frankrike                               | 1977                                   | 1981 2007*                                                                                                  |                                   | 2007*                  | Se även: Dödsstraff i Frankrike. |
|     | Georgien                                | 1995                                   | 1997 2006*                                                                                                  |                                   | 2006                   | |
|     | Grekland                                | 1972                                   | 1994 2001*                                                                                                  |                                   | 2001*                  | |
|     | Irland                                  | 1954                                   | 1990 2001**                                                                                                 |                                   | 1990 2001**            | |
|     | Island                                  | 1830                                   | 19281995**                                                                                                  |                                   | 1940 1995**            | |
|     | Italien                                 | ??                                     | 1944 | 1947                              | 1994                   | |
|     | Kroatien (självständigt 1991)           | -                                      | 1991* |                                   |                        | |
|     | Kroatien (Jug.)                         | 1987                                   | 1990* |                                   |                        | Upplöst |
|     | Lettland                                | 1996                                   | 1999 |                                   | 2012                   | |
|     | Liechtenstein                           | 1785                                   | 1987 |                                   | 1987                   | |
|     | Litauen                                 | 1948                                   | 1949 |                                   | 1949                   | |
|     | Luxemburg                               | 1949                                   | 1979* |                                   | 1979*                  | |
|     | Malta                                   | 1943                                   | 1971 (mord) 2000                                                                                            |                                   | 2000                   | |
|     | Moldavien (självst. 1991)               | -                                      | 2005* |                                   |                        | |
|     | Moldavien (Sovj.)                       | 1985                                   | |                                   |                        | Upplöst |
|     | Monaco                                  | 1847                                   | 1962* |                                   | 1962*                  | |
|     | Montenegro (självst. 2006)              | -                                      | 2006 |                                   |                        | |
|     | Montenegro (Jug.)                       | 1992                                   | 1995 |                                   |                        | Upplöst |
|     | Nederländerna                           | 1860                                   | 1870 (Antillerna 2010)                                                                                      | 1952                              | 1982 (Antillerna 2010) | |
|     | Nordmakedonien (självst. 1991)          | -                                      | 1991 |                                   |                        | |
|     | Nordmakedonien (Jug.)                   | 1988                                   | 1991 |                                   |                        | Upplöst |
|     | Norge                                   | 1876                                   | 1902 | 1948                              | 1979                   | |
|     | Polen                                   | 1987                                   | 1998 |                                   | 1998                   | En straffreform inkluderande återinförande av dödsstraffet föreslogs av partiet Lag och rättvisa (PiS) 2004, men röstades ner med 198 röster mot 194 i parlamentet. |
|     | Portugal                                | 1846                                   | 1867 |                                   | 1976                   | |
|     | Rumänien                                | 1989                                   | 19901991*                                                                                                   |                                   | 19901991*              | |
|     | Ryssland                                | 1996                                   | 2009 (de facto)                                                                                             |                                   |                        | 16 april 1997 skrev Ryssland under sjätte tilläggsprotokollet till Europeiska konventionen om skydd för de mänskliga rättigheterna men har hittills ej ratificerat detta. Idag gäller ett nationellt moratorium på dödsstraff sedan 1996 som förlängdes av Författningsdomstolen 2009 fram till dess att sjätte tilläggsprotokollet ratificeras. |
|     | San Marino                              | 1468                                   | 1848 |                                   | 1865                   | |
|     | Schweiz                                 | 1940                                   | 1938 | 1944                              | 1992                   | |
|     | Serbien (självst. 2006)                 | -                                      | 2006 |                                   | 2006                   | |
|     | Serbien (Jug.)                          | 1992                                   | 1995 |                                   | 1995                   | |
|     | Slovakien (självst.1993)                | -                                      | 1993 |                                   |                        | |
|     | Slovakien (Tjeckoslovakien))            | 1989                                   | 1990 |                                   |                        | Upplöst |
|     | Slovenien (självst. 1991)               | -                                      | 1991 |                                   |                        | |
|     | Slovenien (Jug.)                        | 1959                                   | |                                   |                        | Upplöst |
|     | Spanien                                 | 1975                                   | 1978 |                                   | 1995                   | |
|     | Storbritannien                          | 1964 1977 (Bermuda) 1992 (Isle of Man) | 1965 (England, Skottland, Wales, Guernsey) 1973 (Nordirland) 1986 (Jersey) 1993 (Isle of Man) 2006 (Jersey) |                                   | 1998                   | Se även: Dödsstraff i Storbritannien. |
|     | Sverige                                 | 1910                                   | 1921 1976*                                                                                                  |                                   | 1973 1976*             | Se även: Dödsstraff i Sverige. |
|     | Tjeckien (självst. 1993)                | -                                      | 1993 |                                   |                        | |
|     | Tjeckien (Tjeckoslovakien)              | 1989                                   | 1990* |                                   | 1990                   | Upplöst |
|     | Turkiet                                 | 1984                                   | 2004* |                                   | 2004*                  | |
|     | Tyskland                                | -                                      | 1949* | 1956                              | 1949*                  | Se även: Dödsstraff i Tyskland. |
|     | Östtyskland                             |                                        | 1987 | 1981                              | 1987                   | Upplöst |
|     | Ukraina                                 | 1997                                   | 2000* |                                   | 2000*                  | Avskaffat i februari 2000 till följd av utslag i Författningsdomstolen om grundlagsvidrighet föregående år. |
|     | Ungern                                  | 1988                                   | 1990 |                                   | 1990                   | |
|     | Vatikanstaten                           | 1870                                   | 1969 |                                   |                        | |
|     | Österrike                               | 1950                                   | 1950 1968*                                                                                                  |                                   | 1968*                  | |

*Förankrat i konstitution eller grundlag
**Förbud mot återinförande förankrat i konstitution eller grundlag
***Avskaffat i och med ratificerandet av tilläggsprotokoll 6 till Europakonventionen.

## Dödsstraff i övriga världen

### USA
I USA tillämpas dödsstraff federalt samt i 30 av 50 delstater, men det är stor skillnad mellan de delstater som tillämpar dödsstraff i hur ofta det faktiskt verkställs. Några delstater har i praktiken avskaffat dödsstraffet eller tillämpar det ytterst sällan.

### Iran
Islamiska Republiken Iran avrättar fler människor per capita än något annat land i världen och står ensamt för hälften av alla avrättningar i världen.[när?] Antalet avrättade kan bara jämföras med Kina, som har 17 gånger större befolkning.

### Japan
Dödsstraffet tillämpas i Japan. Landet använder hängning som avrättningsmetod i särskilda så kallade avrättningskammare, en process som fram till 2010 var hemlig. Japans dåvarande justitieminister, Keiko Chiba, beslutade samma år att för första gången bjuda in pressen för visning och dokumentering.
Enligt den japanska regeringens egna undersökningar stödde år 2013 85,2 procent av befolkningen dödsstraffet vilket är en ökning med sex procentenheter sedan 1999. Dessa undersökningar sker i regel vart femte år och har genomförts sedan 1956. Undersökningarna har kritiserats av bland annat The Death Penalty Project och Amnesty för att innehålla ledande frågor.
För det mesta appliceras straffet endast som ett svar på flera mord begångna av samma person, eller mord i kombination med våldtäkt eller rån. Mellan 1946 och 1993 dömdes 766 mördare till döden, varav 608 avrättats. År 2010 väntade 107 personer på att avrättas i Japan.

### Kanada
Dödsstraff var obligatoriskt för mord i Kanada till 1961, då vissa distinktioner infördes. I december följande år verkställdes de sista avrättningarna, då polismördarna Ronald Turpin och Arthur Lucas hängdes i Toronto. 1966 begränsades straffet till endast polismord och väktarmord (av en fånge på anstalt) och avskaffades helt 1976. Det fanns kvar för entydigt militära förbrytelser fram till år 1998.

### Kina
2007 meddelade Amnesty att mer än 90 procent av världens avrättningar sker i Kina. Den officiella siffran är 3 400 avrättningar 2007 men Amnesty menar att det förmodligen finns ett stort mörkertal och att det korrekta antalet låg omkring 10 000.

### Indien
I Indien tillämpas dödsstraffet sällan med ett femtiotal personer avrättade sedan sjuttiotalet. Den senaste personen att avrättas var Ajmal Kasab som avrättades i november 2012 för terrorattentaten i Bombay 2008.

### Singapore
I Singapore avrättar man vanligtvis genom hängning, och landet är ett av de minst restriktiva länderna när det gäller användande av dödsstraff[källa behövs]. Det vanligaste brottet som leder till avrättning är innehav av en större mängd narkotika. Runt 400 personer har avrättats i Singapore av den nuvarande bödeln.[när?]

### Sydafrika
Dödsstraff var en vanlig påföljd under apartheidepoken och hade förhandstippats som påföljd för Nelson Mandela m.fl. under Rivoniarättegången 1964. Den sista avrättningen ägde rum 1989, i en bantustan så sent som 1991. Dödsstraffet avskaffades helt av landets högsta domstol 1995, efter flera års moratorium.